# Walt Disney Television Animation
Walt Disney Television Animation is een Amerikaans bedrijf dat zich specialiseert in het maken van animatieseries en -films. Het hoofdkantoor is gevestigd in Glendale. Het is onderdeel van Walt Disney Company.

## Geschiedenis
Het bedrijf komt voort uit Walt Disney Productions dat al sinds 1950 televisieseries en films maakt. Ze gebruikte grotere budgetten dan in die tijd normaal was voor animatieseries, iets dat als riskant werd beschouwd door critici.

## Producties

### Televisieseries
| Jaren                 | Titel                                          | Bijzonderheden                                                                   |
| --------------------- | ---------------------------------------------- | -------------------------------------------------------------------------------- |
| 2020                  | Marvel's Moon Girl and Devil Dinosaur          | in samenwerking met Cinema Gypsy Productions en Marvel Animation                 |
| 2020                  | The Curse of Molly McGee                       |                                                                                  |
| 2020                  | Monsters at Work                               | in samenwerking met Pixar                                                        |
| 2020-heden            | The Owl House                                  |                                                                                  |
| 2019-heden            | Amphibia                                       |                                                                                  |
| 2018-heden            | Fancy Nancy                                    | in samenwerking met Oasis Animation en Starfield Productions, voor Disney Junior |
| 2018-heden            | Big City Greens                                |                                                                                  |
| 2017-heden            | Big Hero 6: The Series                         |                                                                                  |
| 2017-heden            | DuckTales                                      |                                                                                  |
| 2017                  | Billy Dilley's Super-Duper Subterranean Summer |                                                                                  |
| 2017-2020             | Rapunzels Wilde Avontuur                       |                                                                                  |
| 2017-heden            | Mickey and the Roadster Racers                 | voor Disney Junior                                                               |
| 2016-2019             | Milo Murphy's Law                              |                                                                                  |
| 2016-2018             | Future-Worm!                                   |                                                                                  |
| 2016-heden            | Elena of Avalor                                | voor Disney Junior en Disney Channel                                             |
| 2015-heden            | The Lion Guard                                 | voor Disney Junior                                                               |
| 2015-2017             | Descendants: Wicked World                      | in samenwerking met Bad Angels Productions en 5678 Productions                   |
| 2015-2018             | Pickle and Peanut                              |                                                                                  |
| 2015-2017             | Two More Eggs                                  | in samenwerking met Citywide Hoop Champs Inc.                                    |
| 2015-2019             | Star vs. the Forces of Evil                    |                                                                                  |
| 2014-2017             | Penn Zero: Part-Time Hero                      |                                                                                  |
| 2014-2016             | The 7D                                         | voor Disney XD en Disney Junior                                                  |
| 2013-2016             | Wander over Yonder                             |                                                                                  |
| 2013-heden            | Mickey Mouse                                   |                                                                                  |
| 2012-2016             | Sofia the First                                | voor Disney Junior                                                               |
| 2012-2016             | Gravity Falls                                  |                                                                                  |
| 2012-2013             | Motorcity                                      | in samenwerking met Titmouse, Inc..                                              |
| 2012-2013             | Tron: Uprising                                 | in samenwerking met Sean Bailey Productions.                                     |
| 2011-2016             | Jake and the Never Land Pirates                | voor Playhouse Disney                                                            |
| 2010-2013             | Kick Buttowski: Suburban Daredevil             |                                                                                  |
| 2010-2014             | Fish Hooks                                     |                                                                                  |
| 2009-2012             | Special Agent Oso                              | voor Playhouse Disney                                                            |
| 2007-2015             | Phineas and Ferb                               |                                                                                  |
| 2007-2010             | My Friends Tigger & Pooh                       | voor Playhouse Disney                                                            |
| 2006–2007             | Shorty McShorts' Shorts                        |                                                                                  |
| 2006–2009             | The Replacements                               |                                                                                  |
| 2006-2016             | Mickey Mouse Clubhouse                         | voor Playhouse Disney                                                            |
| 2006-2008             | The Emperor's New School                       |                                                                                  |
| 2005-2006             | The Buzz on Maggie                             |                                                                                  |
| 2005-2007             | American Dragon: Jake Long                     |                                                                                  |
| 2004–2006             | Brandy and Mr. Whiskers                        |                                                                                  |
| 2004–2005             | Dave the Barbarian                             |                                                                                  |
| 2003–2006             | Lilo & Stitch: The Series                      |                                                                                  |
| 2002–2007             | Kim Possible                                   |                                                                                  |
| 2002–2004             | Fillmore!                                      |                                                                                  |
| 2002–2004             | Teamo Supremo                                  |                                                                                  |
| 2001–2005, 2020-heden | The Proud Family                               | in samenwerking met Hyperion Pictures, Jambalaya Productions en Y.R. Studio.     |
| 2001–2003             | The Legend of Tarzan                           |                                                                                  |
| 2001–2004             | Lloyd in Space                                 | in samenwerking met Paul & Joe Productions.                                      |
| 2001–2003             | House of Mouse                                 |                                                                                  |
| 2000–2001             | Buzz Lightyear of Star Command                 | in samenwerking met Pixar Animation Studios.                                     |
| 2000–2002             | Teacher's Pet                                  |                                                                                  |
| 2000–2004             | The Weekenders                                 |                                                                                  |
| 1999–2000             | Mickey Mouse Works                             |                                                                                  |
| 1998–2000             | PB&J Otter                                     | in samenwerking met Jumbo Pictures, voor Playhouse Disney                        |
| 1998–1999             | Hercules                                       |                                                                                  |
| 1997–2001             | Pepper Ann                                     |                                                                                  |
| 1997–2001             | Recess                                         | in samenwerking met Paul & Joe Productions.                                      |
| 1997–1998             | 101 Dalmatians                                 | in samenwerking met Jumbo Pictures.                                              |
| 1997                  | Nightmare Ned                                  |                                                                                  |
| 1996–1997             | Jungle Cubs                                    |                                                                                  |
| 1996–1999             | Doug                                           | Alleen seizoenen 5 tot en met 7. Overgenomen van Nickelodeon Studios.            |
| 1996–1997             | The Mighty Ducks                               |                                                                                  |
| 1996                  | Quack Pack                                     |                                                                                  |
| 1995–1999             | The Lion King's Timon & Pumbaa                 |                                                                                  |
| 1995                  | The Shnookums and Meat Funny Cartoon Show      |                                                                                  |
| 1994–1997             | Gargoyles                                      |                                                                                  |
| 1994–1995             | Aladdin                                        |                                                                                  |
| 1993                  | Marsupilami                                    | in samenwerking met Marsu Productions                                            |
| 1993–1994             | Bonkers                                        |                                                                                  |
| 1992                  | Raw Toonage                                    |                                                                                  |
| 1992–1994             | The Little Mermaid                             |                                                                                  |
| 1992–1993             | Goof Troop                                     |                                                                                  |
| 1991–1992             | Darkwing Duck                                  |                                                                                  |
| 1990–1991             | TaleSpin                                       |                                                                                  |
| 1989–1990             | Chip 'n Dale Rescue Rangers                    |                                                                                  |
| 1988–1991             | The New Adventures of Winnie the Pooh          |                                                                                  |
| 1987–1990             | DuckTales                                      |                                                                                  |
| 1985–1991             | Adventures of the Gummi Bears                  |                                                                                  |
| 1985                  | The Wuzzles                                    |                                                                                  |

### Televisiefilms
| Jaar | Titel                                                | Bijzonderheden                                |
| ---- | ---------------------------------------------------- | --------------------------------------------- |
| 2015 | The Lion Guard: Return of the Roar                   |                                               |
| 2011 | Phineas and Ferb The Movie: Across the 2nd Dimension | Onderdeel van Disney Channel Original Movies. |
| 2006 | Leroy & Stitch                                       |                                               |
| 2005 | Kim Possible: So the Drama                           | Onderdeel van Disney Channel Original Movies. |
| 2003 | Kim Possible: A Sitch in Time                        |                                               |
| 2003 | Stitch! The Movie                                    |                                               |
| 2000 | Buzz Lightyear of Star Command: The Adventure Begins |                                               |
| 1991 | Darkwing Duck: Darkly Dawns the Duck                 |                                               |
| 1990 | TaleSpin: Plunder and Lightning                      |                                               |
| 1986 | Fluppy Dogs                                          |                                               |
| 1989 | Chip 'n Dale Rescue Rangers: To the Rescue           |                                               |
| 1989 | Super DuckTales                                      |                                               |
| 1989 | DuckTales: Time Is Money                             |                                               |
| 1987 | DuckTales: The Treasure of the Golden Suns           |                                               |
| 1986 | Fluppy Dogs                                          |                                               |

### Televisiespecials
| Jaar | Titel                             | Bijzonderheden |
| ---- | --------------------------------- | -------------- |
| 1999 | A Valentine for You               |                |
| 1998 | A Winnie the Pooh Thanksgiving    |                |
| 1996 | Boo to You Too! Winnie the Pooh   |                |
| 1991 | Winnie the Pooh and Christmas Too |                |